# 7 Dywizja Piechoty Armii Krajowej
7 Dywizja Piechoty AK kryp. „Orzeł” – wielka jednostka piechoty Armii Krajowej – utworzony zgodnie z „Planem Odtwarzania Sił Zbrojnych” z września 1942, przez Inspektorat Częstochowa AK (Okręg AK Radom-Kielce), w ramach akcji „Burza”.

## Działania partyzanckie
Dywizja została sformowana w lipcu 1944 wchodząc w skład Kieleckiego Korpusu Armii Krajowej, uczestniczyła w koncentracji w lasach przysuskich i marszu na Warszawę. Po rozwiązaniu Korpusu 22 sierpnia 1944, dywizja odeszła do inspektoratu częstochowskiego. 27 i 74 pułki piechoty po powrocie  do swoich macierzystych rejonów  stosowały zasadzki: 30 sierpnia pod Rudą Melaniecką, 10 września pod Brześciem i 28 września w Kamieńsku oraz 15 października w Nowym Kamieńsku. 27 września pododdział 74 pp mjr Adama Szajny „Roztoki” pod Krzepinem wziął do niewoli 99 jeńców. Przebywający 26 września w lasach przysuskich 72 pp i 25 pp stoczyły całodzienny bój z jednostkami Wehrmachtu i SS, a następnego dnia zaatakowały posterunek żandarmerii w Przysusze. 6 października pod Eugieniowem jeden z pododdziałów 3 pp Leg. walczył się z niemiecką kompanią 790 batalionu.

## Struktura organizacyjna i obsada personalna dywizji
Dowództwo 7 Dywizji Piechoty AK
- dowódca dywizji – płk dypl. Gwido Kawiński ps. „Czesław”
- szef sztabu – ppłk dypl. Walerian Tewzadze vel Walery Krzyżanowski ps. „Tomasz”

27 pułk piechoty
- dowódca pułku – mjr Franciszek Polkowski ps. „Korsak”
- I batalion „Ryś” (wystawiony przez Obwód Radomsko AK) – dowódca por./kpt. Stanisław Sojczyński ps. „Warszyc”
- II batalion „Centaur” (wystawiony przez Obwód Częstochowa AK) – dowódca mjr Paweł Bierzyński ps. „Roch”

74 pułk piechoty
- dowódca pułku – mjr Hipolit Świderski ps. „Jur” od września 1944 mjr Adam Szajna ps. „Rostoka”
- I batalion „Tygrys” (sformowany z oddziałów partyzanckich Inspektoratu Częstochowa AK), – p.o. dowódcy  por. Mieczysław Tarchalski ps. „Marcin”[1]
- II batalion „Wilk" (wystawiony przez Obwód Włoszczowa AK) – dowódca kpt. Franciszek Pieniak ps. „Przebój”

oddział rozpoznawczy – rtm. Marian Nitecki

## Liczebność dywizji
W okresie koncentracji na akcję „Zemsta” w drugiej połowie sierpnia 1944 roku stan 7DP piechoty wynosił ok. 1 225 żołnierzy zgromadzonych w jednostkach:
- 27 pp – 492 ludzi,
- 74 pp – 727 ludzi,
- zwiad konny dywizji – 312 ludzi.

Dywizja nie miała praktycznie zorganizowanych służb dywizyjnych. Ścisły sztab dywizji nie przekraczał 5 ludzi.